# Minot Judson Savage
Minot Judson Savage (* 10. Juni 1841 in Norridgewock, Maine; † 22. Mai 1918 in Boston, Massachusetts) war ein US-amerikanischer Schriftsteller und Theologe und als solcher ein bedeutender Vertreter des nordamerikanischen Unitarismus.

## Leben und Wirken
Savage wurde am 10. Juni 1841 in Norridgewock im Bundesstaat Maine als jüngstes von vier Kindern geboren. Er wuchs in einem vom Kongregationalismus geprägten Umfeld auf und begann nach Abschluss der High School ein Studium am Theologischen Seminar in Bangor. Während des amerikanischen Bürgerkrieges unterbrach er sein Studium, um für ein Jahr als Militärpfarrer auf Seiten der Nordstaaten zu arbeiten. Nach seinem Studienabschluss im Juni 1864 wirkte er neun Jahre als Pastor an den kongregationalistischen Gemeinden in San Mateo, Grass Valley (beide Kalifornien), Framingham (Massachusetts) und schließlich in Hannibal (Missouri), wo bereits sein Bruder William lebte. Hier entwickelte er eine zunehmend kritische Position in Hinblick auf die Unfehlbarkeit der biblischen Schriften. Ebenso wandte er sich dem Darwinismus zu. 1873 konvertierte er schließlich zum antitrinitarischen Unitarismus. Im selben Jahr publizierte Savage die Schrift Christianity, the Science of Manhood. Er wirkte schließlich als unitarischer Pastor in Chicago und Boston. Im Jahr 1896 übersiedelte er nach New York, um dort als Pfarrer an der unitarischen Church of the Messiah (später Community Church) tätig zu sein.
Savage wurde ein bekannter Prediger, verfasste mehrere theologische Schriften und nahm bald leitende Positionen innerhalb der American Unitarian Association ein. Er war auch einer der Mitverfasser der 1894 in Saratoga beschlossenen Erklärung der amerikanischen Unitarier, mit der vor dem Hintergrund des Einflusses des Transzendentalismus die christliche Grundausrichtung der Kirche festgeschrieben wurde. Die Erklärung sollte bis 1959 in Kraft bleiben. 1896 erhielt er die Ehrendoktorwürde der Harvard University. Neben seinem theologischen Wirken trat er schriftstellerisch auch als Unterstützer für Darwins Evolutionstheorie auf. Theologisch argumentierte er pantheistisch für einen Gott in und durch die Natur.
Savage war verheiratet mit Ella August Dodge, mit der er mehrere gemeinsame Kinder hatte. Sein Sohn Maxwell wurde später ebenfalls Pastor, sein Sohn Philip Henry Savage wurde ein bekannter Poet. In seinem späten Lebensabschnitt und insbesondere nach dem Tod seines Sohnes Philip wandte er sich dem Spiritismus und Vorstellung vom Lebens nach dem Tod zu. Savage starb am 22. Mai 1918 während eines Aufenthaltes in Boston.

## Werke
- Christianity, the Science of Manhood (1873)
- The Religion of Evolution (1876)
- The Morals of Evolution (1880)
- Beliefs About Man (1884)
- The Religious Life (1885)
- My Creed (1887)
- Religious Reconstruction (1888)
- The Evolution of Christianity (1892)
- Psychics: Facts and Theories (1893)
- Our Unitarian Gospel (1898)
- The Passing and the Permanent in Religion (1901)
- Life Beyond Death (1901)
- Can Telepathy Explain? (1902)
- America to England (1905)
- Life's Dark Problems (1905)
- Immortality (1906)